# Амето
«Амето, або Комедія флорентійських німф» (італ. Ameto, Comedia delle ninfe fiorentine) — художній твір класика італійської літератури Джованні Боккаччо, написаний італійською мовою в 1341—1342 роках.

## Сюжет
Амето — італійський мисливець, який проводить свої дні в поневіряннх лісами у пошуках дичини, зустрічає в лісі групи німф, в одну з яких, Лію, закохується. Починаючи з цього дня він примикає до групи німф, майже щодня супроводжуючи їх в прогулянках по лісах і допомагаючи їм у мисливських забавах, в надії заслужити визнання коханої.

## Питання жанру
«Амето» — нестандартний твір, що знаходиться на стику багатьох жанрів: прози і поезії, оповідання і повісті, пасторалі та алегорії, психологічного роману і апокаліпсису, християнської проповіді і язичницької апологетики. Приблизно третина його написана віршами, приблизно половину його займають розповіді німф. У «Амето» Боккаччо вдалося не тільки вийти за вузькі межі жанрових визначень, але й органічно злити їх воєдино, взявши від кожного жанру тільки те, що було потрібно для створення складної структури «Амето».